# Beker van België (hockey)
De Beker van België is een door de Koninklijke Belgische Hockey Bond (KBHB) georganiseerd jaarlijks hockeytoernooi.

## Erelijst

### Heren
- 1923-1924 Royal Léopold Club
- 1924-1925 Royal Beerschot THC
- 1925-1926 Royal Beerschot THC
- 1926-1927 Royal Beerschot THC
- 1927-1928 RRC Bruxelles
- 1928-1929 La Rasante
- 1929-1930 La Rasante
- 1930-1931 La Rasante
- 1931-1932 RRC Bruxelles
- 1932-1933 RRC Bruxelles
- 1933-1934 RRC Bruxelles
- 1934-1935 Royal Léopold Club
- 1935-1936 niet georganiseerd
- 1937-1938 RRC Bruxelles
- 1938-1939 RRC Bruxelles
- 1939-1940 niet georganiseerd
- 1940-1941 RRC Bruxelles
- 1941-1942 Royal Victory HC
- 1942-1943 Royal Daring HC
- 1943-1944 niet georganiseerd
- 1944-1945 Royal Léopold Club
- 1945-1946 Royal Victory HC
- 1946-1947 niet georganiseerd
- 1947-1948 La Rasante
- 1948-1949 Royal Daring HC
- 1949-1950 Royal Daring HC
- 1950-1951 Royal Léopold Club
- 1951-1952 Royal Daring HC
- 1952-1953 La Rasante
- 1953-1954 Royal Daring HC
- 1954-1955 Royal Daring HC
- 1955-1956 La Rasante
- 1956-1957 RRC Bruxelles
- 1957-1958 Royal Uccle Sport
- 1958-1959 Royal Herakles HC
- 1959-1960 RRC Bruxelles
- 1960-1961 Royal Uccle Sport
- 1961-1962 RRC Bruxelles
- 1962-1963 Royal Daring HC
- 1963-1964 Parc HC
- 1964-1965 R. Berchem
- 1965-1966 RRC Bruxelles
- 1966-1967 RSC Anderlecht
- 1967-1968 Royal Léopold Club
- 1968-1969 THC Hutois
- 1969-1970 RRC Bruxelles
- 1970-1971 La Rasante
- 1971-1972 Royal Uccle Sport
- 1972-1973 Relais HC
- 1973-1974 Royal Uccle Sport
- 1974-1975 Royal Léopold Club
- 1975-1976 Royal Léopold Club
- 1976-1977 Royal Léopold Club
- 1977-1978 La Rasante
- 1978-1979 Royal Orée THB
- 1979-1980 Royal Uccle Sport
- 1980-1981 Royal Uccle Sport
- 1981-1982 Royal Léopold Club
- 1982-1983 Standard HC
- 1983-1984 Royal Uccle Sport
- 1984-1985 Royal Beerschot THC
- 1985-1986 Royal Uccle Sport
- 1986-1987 Royal Uccle Sport
- 1987-1988 Royal Léopold Club
- 1988-1989 La Rasante
- 1989-1990 La Rasante
- 1990-1991 La Rasante
- 1991-1992 Royal Baudouin THC
- 1992-1993 KHC Dragons
- 1993-1994 Royal Baudouin THC
- 1994-1995 Royal Baudouin THC
- 1995-1996 KHC Leuven
- 1996-1997 Royal Orée THB
- 1997-1998 Royal Orée THB
- 1998-1999 KHC Leuven
- 1999-2000 Royal White Star HC
- 2000-2001 Royal White Star HC
- 2001-2002 KHC Dragons
- 2002-2003 Royal Léopold Club
- 2003-2004 Waterloo Ducks
- 2004-2005 KHC Dragons
- 2005-2006 Royal Beerschot THC
- 2006-2007 Royal Uccle Sport
- 2007-2008 Royal Uccle Sport
- 2008-2009 Royal Herakles HC[1]
- 2009-2010 Royal Herakles HC
- 2010-2011 Royal Pingouin HC
- 2011-2012 Royal Pingouin HC[2]
- 2013-2014 Wolvendael HC
- 2014-2015
- 2015-2016
- 2016-2017
- 2017-2018
- 2018-2019
- 2019-2020
- 2020-2021
- 2021-2022
- 2022-2023

Titels per team
| Aantal | Hockeyclub          | Edities                                                                  |
| ------ | ------------------- | ------------------------------------------------------------------------ |
| 12x    | RRC Bruxelles       | 1928, 1932, 1933, 1934, 1938, 1939, 1941, 1957, 1960, 1962, 1966 en 1970 |
| 11x    | Royal Uccle Sport   | 1958, 1961, 1972, 1974, 1980, 1981, 1984, 1986, 1987, 2007 en 2008       |
| 11x    | Royal Léopold Club  | 1924, 1935, 1945, 1951, 1968, 1975, 1976, 1977, 1982, 1988 en 2003       |
| 11x    | La Rasante          | 1929, 1930, 1931, 1948, 1953, 1956, 1971, 1978, 1989, 1990 en 1991       |
| 7x     | Royal Daring HC     | 1943, 1949, 1950, 1952, 1954, 1955 en 1963                               |
| 5x     | Royal Beerschot THC | 1925, 1926, 1927, 1985 en 2006                                           |
| 3x     | Royal Herakles HC   | 1959, 2009 en 2010                                                       |
| 3x     | KHC Dragons         | 1993, 2002 en 2005                                                       |
| 3x     | Royal Orée THB      | 1979, 1997 en 1998                                                       |
| 3x     | Royal Baudouin THC  | 1992, 1994 en 1995                                                       |
| 2x     | Royal Pingouin HC   | 2011 en 2012                                                             |
| 2x     | Royal White Star HC | 2000 en 2001                                                             |
| 2x     | KHC Leuven          | 1996 en 1999                                                             |
| 2x     | Royal Victory HC    | 1942 en 1946                                                             |
| 1x     | Wolvendael HC       | 2014                                                                     |
| 1x     | Waterloo Ducks      | 2004                                                                     |
| 1x     | Standard HC         | 1983                                                                     |
| 1x     | Relais HC           | 1973                                                                     |
| 1x     | R. Berchem          | 1965                                                                     |
| 1x     | Parc HC             | 1964                                                                     |
| 1x     | THC Hutois          | 1969                                                                     |
| 1x     | RSC Anderlecht      | 1967                                                                     |

### Dames
- 1923-1924	RRC Bruxelles
- 1924-1925	RRC Bruxelles
- 1925-1926	Royal Léopold Club
- 1926-1927	RRC Bruxelles
- 1927-1928	La Rasante
- 1928-1929	niet georganiseerd
- 1929-1930	Rood-Wit (NL)
- 1930-1931	niet georganiseerd
- 1931-1932	RRC Bruxelles
- 1932-1933	niet georganiseerd
- 1933-1934	niet georganiseerd
- 1934-1935	niet georganiseerd
- 1935-1936	niet georganiseerd
- 1936-1937	niet georganiseerd
- 1937-1938	R. La Rasante
- 1938-1939	niet georganiseerd
- 1939-1940	niet georganiseerd
- 1940-1941	niet georganiseerd
- 1941-1942	niet georganiseerd
- 1942-1943	niet georganiseerd
- 1943-1944	niet georganiseerd
- 1944-1945	niet georganiseerd
- 1945-1946	niet georganiseerd
- 1946-1947	niet georganiseerd
- 1947-1948	RRC Bruxelles
- 1948-1949	Royal Antwerp HC
- 1949-1950	RRC Bruxelles
- 1950-1951	Royal Antwerp HC
- 1951-1952	Royal Antwerp HC
- 1952-1953	Royal Antwerp HC
- 1953-1954	niet georganiseerd
- 1954-1955	niet georganiseerd
- 1955-1956	Royal Antwerp HC
- 1956-1957	Royal Antwerp HC-Royal Victory HC
- 1957-1958	Royal Antwerp HC
- 1958-1959	RRC Bruxelles
- 1959-1960	Royal Antwerp HC
- 1960-1961	niet georganiseerd
- 1961-1962	La Rasante
- 1962-1963	Royal Uccle Sport
- 1963-1964	RRC Bruxelles
- 1964-1965	niet georganiseerd
- 1965-1966	niet georganiseerd
- 1966-1967	niet georganiseerd
- 1967-1968	niet georganiseerd
- 1968-1969	niet georganiseerd
- 1969-1970	niet georganiseerd
- 1970-1971	niet georganiseerd
- 1971-1972	Royal Uccle Sport
- 1972-1973	Royal Uccle Sport
- 1973-1974	Royal Uccle Sport
- 1974-1975	Royal Uccle Sport
- 1975-1976	RRC Bruxelles
- 1976-1977	RRC Bruxelles
- 1977-1978	La Rasante
- 1978-1979	RRC Bruxelles
- 1979-1980	Royal Uccle Sport
- 1980-1981	Royal Uccle Sport
- 1981-1982	Royal Uccle Sport
- 1982-1983	Royal Uccle Sport
- 1983-1984	Royal Uccle Sport
- 1984-1985	Royal Uccle Sport
- 1985-1986	La Rasante
- 1986-1987	RRC Bruxelles
- 1987-1988	Royal Uccle Sport
- 1988-1989	La Rasante
- 1989-1990	La Rasante
- 1990-1991	KHC Leuven
- 1991-1992	Royal Léopold Club
- 1992-1993	La Rasante
- 1993-1994	KHC Dragons
- 1994-1995	La Rasante
- 1995-1996	La Rasante
- 1996-1997	La Rasante
- 1997-1998	Royal Léopold Club
- 1998-1999	Royal Uccle Sport
- 1999-2000	Royal Léopold Club
- 2000-2001	Royal Léopold Club
- 2001-2002	Parc HC
- 2002-2003	La Rasante
- 2003-2004	Royal Victory HC
- 2004-2005	Royal Wellington THC
- 2005-2006	Royal Antwerp HC
- 2006-2007 Royal Uccle Sport
- 2007-2008 Royal Uccle Sport
- 2008-2009 Royal Uccle Sport[1]
- 2009-2010 Royal Antwerp HC
- 2010-2011 Royal Antwerp HC
- 2011-2012 Royal Antwerp HC[2]
- 2013-2014 Polo d'Argenteuil HC
- 2014-2015
- 2015-2016
- 2016-2017
- 2017-2018
- 2018-2019
- 2019-2020
- 2020-2021
- 2021-2022
- 2022-2023

Titels per team
| Aantal | Hockeyclub                        | Edities                                                                                          |
| ------ | --------------------------------- | ------------------------------------------------------------------------------------------------ |
| 16x    | Royal Uccle Sport                 | 1963, 1972, 1973, 1974, 1975, 1980, 1981, 1982, 1983, 1984, 1985, 1988, 1999, 2007, 2008 en 2009 |
| 12x    | La Rasante                        | 1928, 1938, 1962, 1978, 1986, 1989, 1990, 1993, 1995, 1996, 1997 en 2003                         |
| 12x    | RRC Bruxelles                     | 1924, 1925, 1927, 1932, 1948, 1950, 1959, 1964, 1976, 1977, 1979 en 1987                         |
| 10x    | Royal Antwerp HC                  | 1949, 1951, 1952, 1953, 1956, 1958, 1960, 2010, 2011 en 2012                                     |
| 5x     | Royal Léopold Club                | 1926, 1992, 1998, 2000 en 2001                                                                   |
| 1x     | Polo d'Argenteuil HC              | 2014                                                                                             |
| 1x     | Royal Wellington THC              | 2005                                                                                             |
| 1x     | Royal Victory HC                  | 2004                                                                                             |
| 1x     | Parc HC                           | 2002                                                                                             |
| 1x     | KHC Dragons                       | 1994                                                                                             |
| 1x     | KHC Leuven                        | 1991                                                                                             |
| 1x     | Royal Antwerp HC-Royal Victory HC | 1957                                                                                             |
| 1x     | Rood-Wit (NL)                     | 1930                                                                                             |

Vlaamse clubs · Waalse clubs · Brusselse clubs
Gouden Stick · Biografieën Belgische hockeyers